# WIRO Wohnen in Rostock
WIRO Wohnen in Rostock (kurz: WIRO) ist eine  kommunale Wohnungsgesellschaft mbH in Rostock.

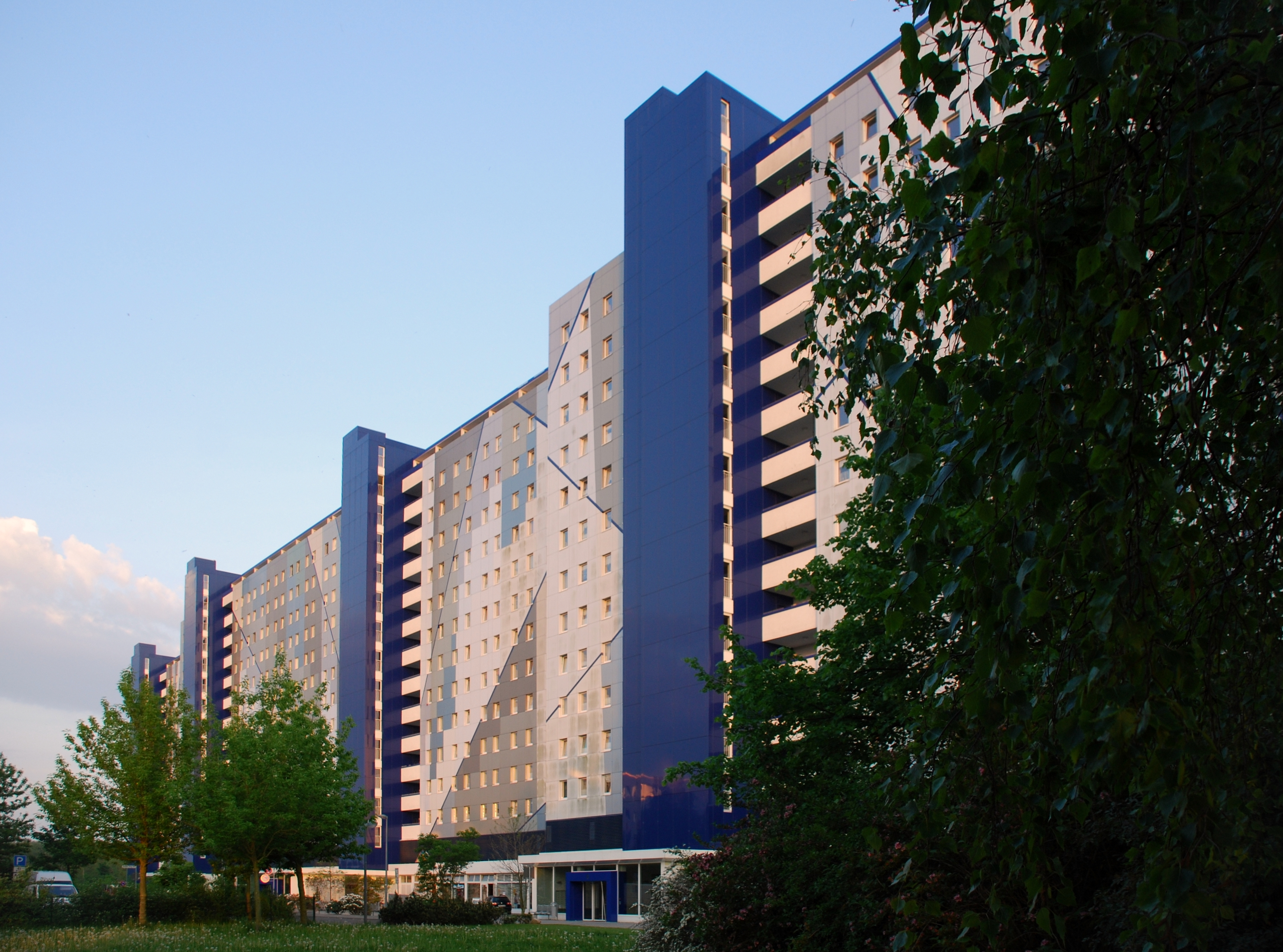
Rasmus Hochhaus der WIRO in Rostock-Evershagen

## Unternehmen

### Übersicht
Gesellschafterin der WIRO ist die Hansestadt Rostock. Mit 35.182 eigenen Wohnungen (Stand 2018) gehört die WIRO zu den größten Wohnungsunternehmen in Deutschland. Etwa jeder dritte Rostocker wohnt in einer Wohnung der WIRO. Die größten Wohnungskontingente der WIRO befinden sich in den Plattenbausiedlungen Lütten Klein (6.138 Wohnungen) und Evershagen (4.959), wo sie jeweils über 50 % des gesamten Wohnungsbestandes besitzt (Stand 2018). Der strukturelle Leerstand lag zum 31. Dezember 2018 bei 1,25 %. Hinzu kommen 593 gewerbliche Einheiten, 9.752 Garagen/Stellplätze und vier Parkhäuser, drei Marinas mit knapp 500 Yachtliegeplätzen, zahlreiche Sozialimmobilien für Sport, Bildung und Kultur (Jugendwohnheime, Turnhallen, Schwimmhalle, Sport- und Tennisplätze).
Das Unternehmen beschäftigt mehr als 606 Mitarbeiter (Stand 2018). Nach der Anzahl der Beschäftigten im Unternehmen zählt die WIRO zu den 50 größten Unternehmen in Mecklenburg-Vorpommern (Rang 45, Stand 2019).

### Tochterunternehmen und Beteiligungen
| Unternehmen                                                                            | Anteil |
| -------------------------------------------------------------------------------------- | ------ |
| SIR Service in Rostocker Wohnanlagen GmbH                                              | 100 %  |
| Parkhaus Gesellschaft Rostock GmbH                                                     | 100 %  |
| WIR Wärme in Rostocker Wohnanlagen GmbH                                                | 100 %  |
| PIR Pflege in Rostock GmbH                                                             | 100 %  |
| ENEX Vermögensverwaltungsgesellschaft mbH & Co. Objekt WIRO KG                         | 100 %  |
| Tiefgarage Kuhstr. GbR                                                                 | 34,6 % |
| Gesellschaft für Wirtschafts- und Technologieförderung Rostock GmbH (Rostock Business) | 25 %   |

### Geschäftsführung
Vorsitzender und Sprecher der WIRO-Geschäftsführung ist Ralf Zimlich. Christian Urban ist Technischer Geschäftsführer.